# Комп'ютерна програма
Комп'ю́терна програ́ма (англ. Computer program) — набір інструкцій у вигляді слів, цифр, кодів, схем, символів чи у будь-якому іншому вигляді, виражених у формі, придатній для зчитування (комп'ютером), які приводять його у дію для досягнення певної мети або результату (це поняття охоплює як операційну систему, так і прикладну програму, виражені у вихідному або об'єктному кодах).
По іншому комп'ютерну програму визначають, як низку команд для комп'ютера, що становлять запис алгоритму однією з мов програмування.
Програма може бути записана у текстовому вигляді на мовах програмування, подана у графічному вигляді за допомогою блок-схем, занесена до пам'яті обчислювальної системи у вигляді електричних сигналів або збережена на носіях інформації у вигляді файлу.
Комп'ютерні програми, якщо їх не подано у вигляді послідовності машинних кодів системи команд процесора обчислювальної системи, необхідно попередньо перетворити в такі коди за допомогою компілятора, або виконати програму, використавши програмний інтерпретатор.

## Функціональні категорії
Функціонально комп'ютерні програми поділяються на системні програмні засоби та прикладні програмні засоби. Основною системною програмою є операційна система, що пов'язує комп'ютерне обладнання з прикладними програмами. Призначення операційної системи — надати оточення, в якому прикладна програма виконується в зручний та ефективний спосіб. На додаток до операційної системи, до системних програм також відносяться утиліти що допомагають керувати та налаштовувати комп'ютер. Програми, основною метою яких є підтримка або покращення роботи користувача, називаються прикладними. До прикладних програм також відносяться утиліти, що виконують прикладні функції, наприклад, упорядкування даних.

## Інтелектуальна власність
Комп'ютерні програми на території України охороняються законом як літературні твори. Така охорона поширюється на комп'ютерні програми незалежно від способу чи форми їхнього вираження.
Однак, з 2008 р. Україна зобов'язалася застосовувати стандарти охорони інтелектуальної власності, передбачені Угодою ТРІПС. І хоча ТРІПС, аналогічно до Закону України «Про авторське право та суміжні права», передбачає охорону комп'ютерних програм за режимом охорони літературних творів, однак не забороняє використання і режиму патентування (ст. 27 ТРІПС). Це означає, що «держава-член СОТ має надати зазначені у ТРІПС права приватним особам», що і дозволяє патентувати програми.
Втім, оскільки відсутня достатня нормативна база та методологія, патентування програм як таке в Україні відсутнє, хоча й існує «теоретична» можливість використовувати критерії патентування «корисних моделей» та «винаходів», які є некоректними щодо комп'ютерних програм.
Органом який займається реєстрацією авторських прав та патентів в Україні, є Державна служба інтелектуальної власності, яка серед іншого відповідає за «проведення експертизи заявок на об'єкти права інтелектуальної власності, видає патенти/свідоцтва на об'єкти права інтелектуальної власності».